# Stasys Antanas Bačkis
Stasys Antanas Bačkis (* 10. Februar 1906 in Pantakoniai (jetzt Rajongemeinde Pasvalys), Wolost Joniškėlis; † 10. November 1999 in Vilnius) war ein litauischer Diplomat und Jurist.

## Leben
Bačkis absolvierte das Gymnasium Panevėžys. Von 1925 bis 1930  studierte er an der Université de Paris. 1928 absolvierte er das Studium des Rechts, 1929 des öffentlichen Rechts, 1930 der politischen Ökonomie und internationalen Beziehungen. 1933 promovierte er in Rechtswissenschaft. 
Ab November 1930 arbeitete er im Diplomatischen Dienst Litauens. Von 1930 bis 1934 war er Sekretär des Politikdepartments. Von 1938 bis 1939 arbeitete er in der litauischen Gesandtschaft in Paris. 1993 kehrte er nach Litauen zurück. 
Von 1931 bis 1932 leitete er den katholischen Verband von Lietuvos studentų ateitininkų sąjunga.
Ab 1979 war er Ehrenmitglied von Lietuvos katalikų mokslų akademija.
Bačkis war verheiratet. Seine Söhne sind Kardinal Audrys Juozas Bačkis und Diplomat Ričardas Bačkis.

## Auszeichnungen und Ehrung
- 1937: Orden des litauischen Großfürsten Gediminas, 3. Stufe
- 1994: Orden des litauischen Großfürsten Gediminas, 2. Stufe
- 1996: Didžiojo Lietuvos kunigaikščio Gedimino ordino Didysis kryžius
- 1995: Ehrendoktor der Klaipėdos universitetas